# 카시족 (브리타니아)
카시족(Cassi)은 기원전 1세기 영국의 철기 시대 부족이다. 이들은 율리우스 카이사르의 저술서에 잠깐 언급된 것만 알려져있다. 카이사르의 저술서에서 “4명의 왕의 지역”이라고 언급된 것과 독특한 도기류에 의한 고고학적 기록으로 켄트 지역 일대의 4개의 부족 중 하나로 여기진다.
율리우스 카이사르의 제2차 브리타니아 침략 기간인 기원전 54년에 카이사르의 군사적 성공에 따른 카시벨라우누스를 중심으로 로마에 반대하던 트리노반테스족에 대한 영향력을 끼치기 위한 왕 만두브라키우스의 복위는 카이사르의 기록에 따르면  브리튼족 사이에 분열한 충성심을 일으켰다고 한다. 카시족을 포함한 다섯 브리튼 부족들 (다른 이들로는 앙칼리테스족, 세곤티아키족, 케니마그니족, 비브로키족), 의 사자들이 강화를 논의하러 로마군의 야영지에 도착했고, 카리벨라누스의 요새에 대한 자세한 정보를 밝히기로 동의했다. 카이사르는 그곳에서 그를 사로잡고 협상 조건으로 데려왔다. 카이사르가 브리타니아를 떠나면서 그는 브리튼족으로부터 인질들을  데려갔는데, 브리튼의 부족들이 무엇을 주기로 하였는지에 대해선 자세히 명시하지 않았다.
고고학자 그레이엄 웹스터 (Graham Webster)와 배리 컨리프 (Barry Cunliffe) 두 명 모두 이들에 대해서 더 알려진 것이 없다는 것에 동의했으며, 카이사르의 제2차 침략과 서기 43년 클라디우스의 침략 사이에 카시족들이 앙칼리테스족과 비브로키족 같은 다른 부족들과 함께 합쳐져 카텔벨라우니족을 형성했을 것이라 추측하며, 카시벨라우누스가 카시족 출신일 것으로 여겨진다.